# Асфендиарова, Гульсум Джафаровна
Гульсум Джафаровна Асфендиарова (12 ноября 1881, Ташкент — ноябрь 1937, Ташкент) — первая казахская женщина-врач с высшим образованием, организатор системы здравоохранения в Туркестанском крае, медик-педагог.

## Биография
Третья дочь Сейтжафара Асфендиарова (правнук Айшуак хана, правившего в Младшей Орде) и Гуляндам (в девичестве Касымова), служившего военным переводчиком при туркестанском генерал-губернаторе, вышел на пенсию в 1916 году в чине генерал-майора. Начальное образование Гульсум, как и ее братья и сестры получила на дому. В 1890 году, в десятилетнем возрасте поступила на учебу в Первую Ташкентскую женскую гимназию, которую она успешно окончила в 1899 году.
В 1897 году в Петербурге открылся Женский медицинский институт, — первый в Европе, где женщины могли получить высшее медицинское образование. Некоторые чиновники Туркестанского края поспешили определить своих дочерей сюда. Однако, из-за удалённости столицы, обучение было довольно накладным и позволить себе его могли не все.
В 1902 году, когда в Туркестан вернулись сразу два профессиональных врача-выпускницы института, Советом при генерал-губернаторе были учреждены 10 стипендий, назначаемых девушкам из Туркестанского края, поступившим в этот институт. Наряду с дочерями русских чиновников, в том же году стипендию смогли получить и две девушки-казашки — Зейнаб Абдурахманова и Гульсум Асфендиарова. Окончив институт в 1908 году и вернувшись работать на родину, они и стали первыми женщинами-врачами из числа коренных жителей не так давно созданной губернии.
Зейнаб Абдурахманова, проработав несколько лет, вышла замуж и уехала. Напротив, судьба и карьера Г. Асфендиаровой тесно связаны с Туркестаном, — и звание «первой» традиционно закрепилось за ней.

## Трудовая деятельность
Окончив Институт, Асфендиарова подала прошение на имя Императора Николая II:

Имея желание поступить на службу Вашего Величества участковым врачом в Туркестанский военный округ, в село Тамерлановку Чимкентского уезда Сыр-Дарьинской области, всеподданнейше прошу: Дабы повелено было сие прошение мое принять и меня вышепоименованную определить на службу в Туркестанский военный округ— 16 мая 1908 г.
Прошение было продиктовано, скорее всего, возможностью видеться с отцом в Чимкенте. Менее чем через месяц (05 июня) оно было удовлетворено, и её официально приняли на испрошенную должность.
Вероятно, санитарный пост в Тамерлановке обслуживал участок в 24 км² с населением около восьми тысяч человек. Кроме жалованья, участковый лекарь получал компенсацию «столовых», «на переводчика», «на проезд» и «прочие расходы», — в общей сложности 2 680 рублей в год; ежегодно полагался 10-дневный отпуск, а раз в четыре года — отпуск четыре месяца и повышение жалованья «за выслугу» приблизительно на 10 %.
В 1910 Асфендиарова перевелась на работу в Папский сельский врачебный участок Наманганского уезда, где условия работы были чуть легче.
Накануне 1912 года отец передал Гульсум предложение Хивинского визиря приступить к работе в строящейся Хивинской городской больнице. Гульсум согласилась при условии, что её заработная плата и причитающиеся пенсионные гарантии будут не меньше текущих на российской медслужбе. В 1913 году она приступила к обязанностям акушера-ассистента главного врача в Хиве. Здесь, впервые в истории этого азиатского края, она провела операцию Кесарева сечения. В месяц небольшая хивинская городская больница принимала 3-4 тысячи человек.
В 1914, с началом неспокойных времён, Г. Асфендиарова, вернулась в Ташкент. Здесь, с помощью отца, она открыла частный роддом на 30 коек. Постепенно общественно активный отец, — скорее всего, сторонник патриотическиого и социального «движений» в Туркестане, — приобщил её к своей деятельности. В эпоху Февральской и Октябрьской революций положение заведующей одного из городских роддомов, как, несомненно, личная позиция и репутация Г. Д. Асфендиаровой, послужили основанием для выдвижения её в 1918 году делегатом Всероссийского съезда мусульманок в Казани, — на котором она была избрана членом Организационного бюро.
Вернувшись в Ташкент, Г. Асфендиарова остаётся директором городского роддома; активно участвует в политической жизни тогдашней общетюркской столицы; помогает своему брату, — тоже медику, будущему министру здравоохранения КазАССР, Санджару Асфендиарову, — в его работе по организации помощи голодающим и бездомным.
В 1920 году, по поручению и при поддержке Мусульманского бюро, возглавлявшегося Наркомом здравоохранения ТАССР Т. Рыскуловым, Г. Асфандиарова организует «Женские акушерские курсы», где лично ведёт дисциплину «Физиология беременных женщин». Позднее курсы были переподчинены Ташкентскому медицинскому техникуму им. Ю. Ахунбабаева, однако Гульсум продолжала преподавать здесь вплоть до своей смерти.
С 1922 Г. Асфендиарова совмещает преподавание с работой в Детской городской больнице, где её помощницей стала А. Досжанова, — первая выпускница открывшегося в Ташкенте Восточно-Азиатского университета по специальности врач (осень 1922). С Досжановой Асфиндеарова была знакома ещё по работе в Организационном бюро мусульманок России в Казани. — Так продолжилась эстафета борьбы женщин востока за равные права в сфере профессий.
В 1920-е годы Г. Д. Асфендиарова не раз избиралась членом городского Совета, выступала в печати по вопросам благоустройства социальной сферы, защиты материнства и детства.
Позднейшая судьба Г. Д. Асфендиаровой малоизвестна. В годы репрессий 1930-х годов брат Гульсум, Санджар был арестован и предан суду. Она скончалась 23 октября 1937 года в г. Ташкенте после продолжительной боледни 